# William Bradford Shockley

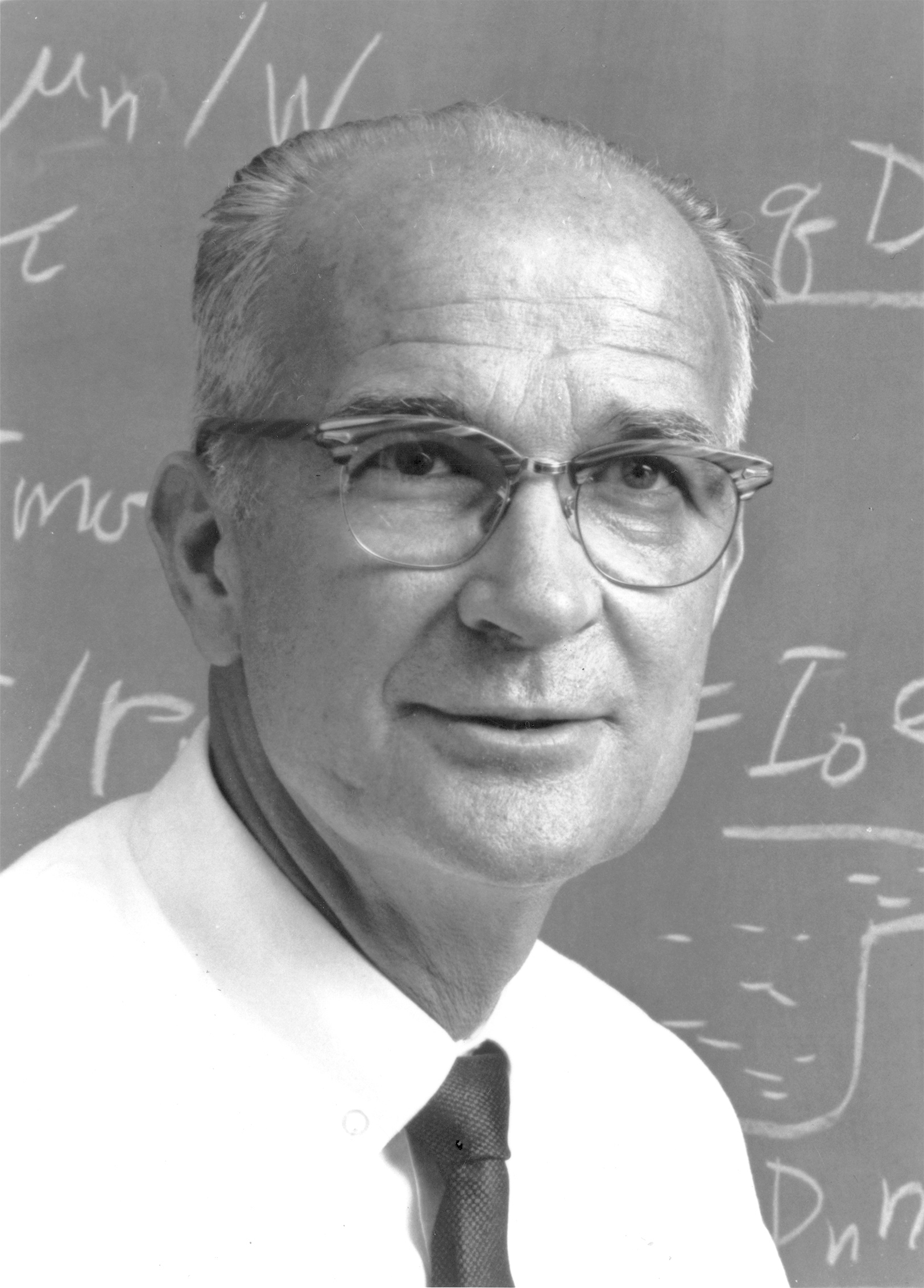
William B. Shockley, 1975

William Bradford Shockley (* 13. Februar 1910 in London; † 12. August 1989 in Stanford) war ein US-amerikanischer Physiker. 1956 wurde ihm der Nobelpreis für Physik zuerkannt. Seine späteren Werke zur Genetik werden als rassistisch eingeordnet.

## Leben
William Shockley wurde am 13. Februar 1910 als Sohn der US-Amerikaner William Hillman Shockley und seiner Frau Mary, geb. Bradford, in London geboren. Sein Vater war Bergbauingenieur und seine Mutter Vermessungsingenieurin. Als Shockley drei Jahre alt war, kehrte die Familie wieder in die Vereinigten Staaten zurück und ließ sich in Palo Alto in Kalifornien nieder. Er wurde zunächst von seinen Eltern zu Hause unterrichtet und besuchte mit acht Jahren erstmals eine Schule. Shockley verbrachte zwei Jahre an der Palo Alto Military Academy, schrieb sich dann kurz an der Los Angeles Coaching School ein, um Physik zu studieren, und machte später 1927 seinen Highschool-Abschluss an der Hollywood High School.  
Shockley begann 1927 ein Studium an der University of California, Los Angeles (UCLA). Nach einem Jahr wechselte er an das California Institute of Technology (Caltech), von dem er 1932 einen Bachelor of Science erhielt. Im Anschluss ging er mit einer Teaching Fellowship an das Massachusetts Institute of Technology (MIT). Dort wurde er 1936 bei John C. Slater über die Struktur der Energiebänder in Natriumchlorid promoviert (Titel der Dissertation: Electronic Energy Bands in Sodium Chloride).
Danach ging er zu den Bell Telephone Laboratories, wo er bis auf kurze Unterbrechungen bis 1955 arbeitete, u. a. in der Gruppe von Clinton Davisson. Während des Zweiten Weltkriegs arbeitete er an Radarsystemen und auch als Leiter der „Anti-Submarine Warfare Operations Group“. Er war beteiligt an der Erstellung eines Berichtes zu den Erfolgsaussichten des Krieges, der maßgeblich zum Einsatz der Atombomben in Japan beigetragen haben soll. Ab 1945 leitete er dort die Halbleitergruppe mit dem Chemiker Stanley Morgan. Zu den Mitgliedern zählten die Physiker John Bardeen, Walter Brattain und Gerald Pearson sowie der Chemiker Robert Gibney und der Elektronik-Experte Hilbert Moore. Er war 1946 Gastprofessor an der Princeton University und 1954 am California Institute of Technology. 1954/55 war er für ein Jahr stellvertretender Direktor der Weapon Systems Evaluation Group des US-Verteidigungsministeriums.
Nach der Scheidung von Jean, geb. Bailey 1954, mit der er drei Kinder hatte, heiratete er Emmy Lanning. 1955 gründete er das Shockley Semiconductor Laboratory, eine neue Abteilung von Beckman Instruments, in Mountain View (Kalifornien), um dort den neuen Transistor und weitere Halbleiterbauelemente weiterzuentwickeln und zu produzieren. Seine Firma zog hervorragende Wissenschaftler und Ingenieure an, die aber auch in Konflikt mit dem oft schwierigen Shockley gerieten, so dass es 1957 zum Weggang führender Wissenschaftler (Traitorous Eight) kam, die Fairchild Semiconductor gründeten.
Shockley war ab 1951 Mitglied des wissenschaftlichen Beraterstabes der US Army und ab 1958 der US Air Force. Er wurde 1962 in den wissenschaftlichen Beraterstab des US-Präsidenten berufen und 1963 zum Alexander M. Poniatoff Professor für Ingenieurwissenschaften an der Stanford University ernannt.
1989 starb er vereinsamt an Prostatakrebs.

## Werk
Shockley beschäftigte sich mit den Energiebändern von Festkörpern, mit Legierungen, der Theorie der Vakuumröhren, mit Theorien über Versetzungen und Korngrenzen, mit ferromagnetischen Domänen und Photoelektronen in Silberchlorid. Nach der Entwicklung des Transistors (kurz vor Weihnachten 1947) beschäftigte er sich mit den verschiedenen Aspekten der Transistorphysik. Daneben betrieb er Operations Research über den Einfluss des Gehaltes auf die individuelle Produktivität in Forschungslaboratorien.
Seit 1951 war Shockley Mitglied der National Academy of Sciences. 1953 wurde er in die American Academy of Arts and Sciences gewählt.
Shockley wurde 1956 zusammen mit Walter H. Brattain und John Bardeen mit dem Nobelpreis für Physik „für ihre Untersuchungen über Halbleiter und ihre Entdeckung des Transistoreffekts“ ausgezeichnet. Die Shockley-Gleichung, welche die Strom-Spannungs-Kennlinie von Halbleiterdioden beschreibt, ist nach ihm benannt.

## Beschäftigung mit Psychologie und Genetik
Nach 1963 widmete sich Shockley, obwohl er keine Ausbildung im Fach Psychologie genossen hatte, der Erforschung von Zusammenhängen zwischen Rasse und Intelligenz sowie Themen aus dem Bereich Eugenik. Finanziell unterstützt wurde er dabei mit mindestens 189.000 US-Dollar vom Pioneer Fund, der sich unter anderem die Förderung der Forschung über Vererbung und Eugenik zur Aufgabe gemacht hat.
Shockley sah in der größeren Kinderzahl der Personen mit einem geringeren Bildungsabschluss eine Bedrohung für die Zukunft der USA. So machte er darauf aufmerksam, dass nach der amerikanischen Volkszählung von 1970 unqualifizierte Weiße durchschnittlich 3,7 Kinder hatten, qualifizierte Weiße hingegen nur 2,3. Unter der schwarzen Bevölkerung war das Verhältnis durchschnittlich 5,4 zu 1,9 Kinder. Da er Intelligenz als erblich betrachtete, vermutete Shockley, die Gesamtbevölkerung könnte im Durchschnitt an Intelligenz verlieren. Außerdem seien, laut Shockley, Nicht-Weiße genetisch bedingt weniger intelligent als Weiße, es gebe aber heute ein mangelndes Bestreben, das (so Shockley) „negro problem“ anzutasten. Daher sagte er eine Minderung der Überlebensfähigkeit der USA im Verhältnis zu anderen Nationen voraus, was er mit dem Begriff Dysgenik benannte. Er forderte die Subvention von Sterilisationen für Menschen mit einem niedrigeren IQ als 100 und die verstärkte Fortpflanzung Intelligenter. Seine Thesen wurden von anderen Forschern, z. B. Joshua Lederberg, als fehlerhaft, pseudowissenschaftlich und rassistisch kritisiert. In den 1980er Jahren  spendete Shockley, mit der Begründung seine überlegenen Gene zu verbreiten, sein Sperma an ein Samenbankunternehmen. Shockley ist damit ein Beispiel für Nobelitis.

## Auszeichnungen
- Medal for Merit, 1946
- Morris Leibmann Memorial Prize, Institute of Radio Engineers, 1952
- Oliver E. Buckley Solid State Physics Prize, American Physical Society, 1953
- Comstock-Preis für Physik, National Academy of Sciences, 1953
- Nobelpreis für Physik, 1956
- Holley Medal, the American Society of Mechanical Engineers 1963
- Wilhelm-Exner-Medaille, 1963
- IEEE Medal of Honor, 1980

## Schriften (Auswahl)
- Electrons and holes in semiconductors, with applications to transistor electronics. Krieger, 1956, ISBN 0-88275-382-7
- Mechanics. Merrill, 1966